# DFB-Pokal der Frauen 2003-2004
La DFB-Pokal der Frauen 2003-2004 è stata la 24ª edizione della Coppa di Germania, organizzata dalla federazione calcistica della Germania (Deutscher Fußball-Bund - DFB) e riservata alle squadre femminili che partecipano ai campionati di primo e secondo livello, oltre a una selezione di squadre provenienti dalla Regionalliga a completamento organico, per un totale di 33 partecipanti.
La finale si è svolta all'Olympiastadion di Berlino il 29 maggio 2004, ed è stata vinta dal Turbine Potsdam per la prima volta nella sua storia sportiva, superando le avversarie del 1. FFC Francoforte, alla loro sesta finale di Coppa consecutiva, con il risultato di 3-0.

## Turno di qualificazione
Gli incontro sono stati disputati il 15 agosto. I vincitori della Coppa regionale di Amburgo e Brema hanno dovuto affrontarsi in scontro diretto per ridurre il numero dei partecipanti a 32 squadre.
| Squadra 1           | Risultato | Squadra 2        |
| ------------------- | --------- | ---------------- |
| Borussia M'gladbach | 0 - 8     | Victoria Gersten |
| Bayern Monaco II    | 1 - 0     | Jahn Calden      |

## Primo turno
Gli incontri si sono disputati il 6 e 7 settembre 2003.
6 settembre 2003
| Squadra 1           | Risultato | Squadra 2       |
| ------------------- | --------- | --------------- |
| Niederkichen II     | 4 - 1     | Ahrbach         |
| Viktoria Jägersburg | 1 - 3     | FSV Francoforte |

7 settembre 2003
| Squadra 1           | Risultato   | Squadra 2          |
| ------------------- | ----------- | ------------------ |
| Schwerin            | 0 - 10      | 2001 Duisburg      |
| Niederkirchen       | 2 - 4       | Bayern Monaco      |
| Bayern Monaco II    | 1 - 3       | Saarbrücken        |
| Karlsruhe           | 3 - 5 (dts) | Jena               |
| Schilksee           | 0 - 6       | Brauweiler Pulheim |
| TeBe Berlino        | 0 - 1       | Amburgo            |
| Oberaußem-Fortuna   | 0 - 4       | Wolfsburg          |
| Alemannia Altdöbern | 0 - 14      | Turbine Potsdam    |
| Recklinghausen 2003 | 1 - 7       | Victoria Gersten   |
| Hertha Zehlendorf   | 0 - 3       | Magdeburger FFC    |
| Friburgo II         | 0 - 2       | Bad Neuenahr       |
| Crailsheim          | 1 - 3       | Friburgo           |
| Jößnitz             | 1 - 20      | 1. FFC Francoforte |
| Oberneuland         | 0 - 20      | Heike Rheine       |

## Ottavi di finale
Gli ottavi di finale si sono giocati il 9 novembre 2003.
| Squadra 1        | Risultato   | Squadra 2          |
| ---------------- | ----------- | ------------------ |
| Wolfsburg        | 0 - 6       | 2001 Duisburg      |
| Amburgo          | 1 - 2 (dts) | Turbine Potsdam    |
| Bayern Monaco    | 0 - 1       | 1. FFC Francoforte |
| Jena             | 0 - 1       | FSV Francoforte    |
| Magdeburger FFC  | 0 - 6       | Heike Rheine       |
| Victoria Gersten | 0 - 5       | Brauweiler Pulheim |
| Niederkichen II  | 1 - 3       | Friburgo           |
| Saarbrücken      | 0 - 4       | Bad Neuenahr       |

## Quarti di finale
I quarti di finale previsti per il 14 dicembre 2003, sono stati giocati in quella data tranne l'incontro Brauweiler Pulheim vs FSV Francoforte, rimandato al 22 febbraio 2004.
14 dicembre 2003
| Squadra 1          | Risultato   | Squadra 2    |
| ------------------ | ----------- | ------------ |
| 2001 Duisburg      | 2 - 3 (dts) | Heike Rheine |
| 1. FFC Francoforte | 3 - 0       | Friburgo     |
| Turbine Potsdam    | 3 - 0       | Bad Neuenahr |

22 febbraio 2004
| Squadra 1          | Risultato | Squadra 2       |
| ------------------ | --------- | --------------- |
| Brauweiler Pulheim | 2 - 1     | FSV Francoforte |

## Semifinali
Le partite si sono svolte il 13 e 21 marzo 2004.
13 marzo 2004
| Squadra 1          | Risultato | Squadra 2    |
| ------------------ | --------- | ------------ |
| 1. FFC Francoforte | 4 - 1     | Heike Rheine |

21 marzo 2004
| Squadra 1          | Risultato | Squadra 2       |
| ------------------ | --------- | --------------- |
| Brauweiler Pulheim | 0 - 3     | Turbine Potsdam |

## Finale
| Arbitro: | Nicole Schumacher (Oberhausen) |

|  |           |                                  |
|  | Marcatori | 27’ Pohlers 50’ Zietz 55’ Mittag |

### Formazioni
| 1. FFC Francoforte |    |                   |             |     |
|                    |    |                   |             |     |
| P                  | 1  | Marleen Wissink   |             |     |
| D                  | 11 | Katrin Kliehm     | Ammonizione |     |
| D                  | 14 | Christina Zerbe   |             |     |
| D                  | 2  | Sandra Minnert    |             |     |
| D                  | 8  | Tina Wunderlich   |             |     |
| C                  | 19 | Stefanie Weichelt |             | 45’ |
| C                  | 3  | Louise Hansen     |             |     |
| C                  | 7  | Pia Wunderlich    | Ammonizione |     |
| C                  | 22 | Steffi Jones      |             |     |
| A                  | 17 | Judith Affeld     |             | 69’ |
| A                  | 9  | Birgit Prinz      |             |     |
| Sostituzioni:      |    |                   |             |     |
| C                  | 6  | Marion Wilmes     |             | 69’ |
| A                  | 21 | Sandra Albertz    |             | 45’ |
| Allenatrice:       |    |                   |             |     |
| Monika Staab       |    |                   |             |     |

| Turbine Potsdam |    |                   |             |     |
|                 |    |                   |             |     |
| P               | 25 | Nadine Angerer    |             |     |
| D               | 21 | Peggy Kuznik      |             |     |
| D               | 8  | Inken Beeken      |             |     |
| D               | ?  | Julie Augustyniak |             | 87’ |
| C               | 14 | Jennifer Zietz    |             |     |
| C               | 18 | Viola Odebrecht   |             |     |
| C               | 17 | Ariane Hingst     |             |     |
| C               | 6  | Navina Omilade    | Ammonizione |     |
| A               | 20 | Petra Wimbersky   | Ammonizione | 76’ |
| A               | 9  | Conny Pohlers     |             | 87’ |
| A               | 31 | Anja Mittag       |             |     |
| Sostituzioni:   |    |                   |             |     |
| D               | 15 | Franziska Liepack |             | 87’ |
| D               | 5  | Maria Makowska    |             | 76’ |
| C               | 10 | Annelie Brendel   |             | 87’ |
| Allenatore:     |    |                   |             |     |
| Bernd Schröder  |    |                   |             |     |